# 中国人民解放军“1951式”军车号牌
中国人民解放军“1951式”军车号牌，简称“51式”军车号牌，为中国人民解放军于1951年1月至1955年12月使用的军用车辆号牌系统，为解放军的第一代军车号牌。
自1951年1月开始，中国人民解放军全军统一悬挂“1951式”军车号牌。

## 样式
“51式”军车号牌分汽车号牌、机器脚踏车号牌两种，由军区、兵种、各军区后勤部自行编定的序号组成，其中汽车号牌编号为6位阿拉伯数字，牌面为白底红字：
- 第一位代表军区
- 第二位代表兵种
- 第三至第六位由各军区后勤部自行编定的序号组成